# Julia Soek
Julia Soek, née le 12 décembre 1990 à Groningue est une coureuse cycliste néerlandaise, professionnelle de 2009 à 2021.

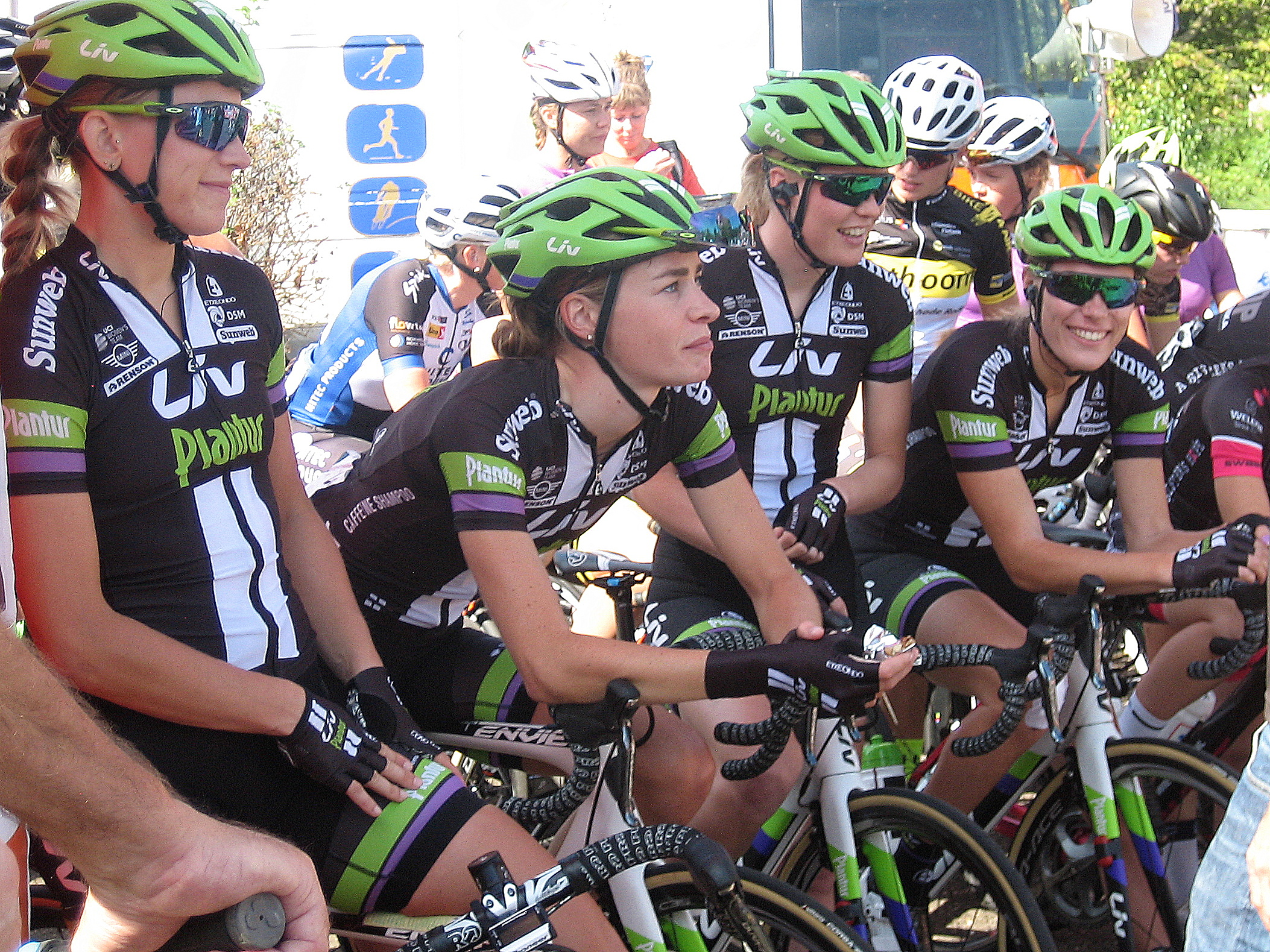
À gauche

## Biographie
Elle court tout d'abord pour la formation Batavus Ladies de 2009 à 2011. En 2012, elle reste jusqu'au 8 mai chez Ruiter Dakkapellen, avant de courir chez Specialized-SRAM à partir du 1er juin. Elle court le Tour d'Italie.
En 2013, elle intègre l'équipe Sengers. Puis Giant-Shimano à partir de 2014. L'équipe change plusieurs fois de nom. En 2017, elle s'appelle Sunweb.
En 2016, à l'Open de Suède Vårgårda,  elle fait partie du groupe de neuf coureuses qui s'échappe. Il est aussi constitué de : Emilia Fahlin, Amy Pieters, Chantal Blaak, Lotta Lepistö, Maria Giulia Confalonieri, Hannah Barnes, Amanda Spratt  et Shara Gillow. Même si l'avance de cette échappée ne dépasse jamais deux minutes, la poursuite ne s'organisant pas, elle se dispute la victoire. Emilia Fahlin anticipe le sprint et s'impose seule. Julia Soek est huitième.
En 2017, à l'Erondegemse Pijl, elle s'échappe avec Rachel Neylan et Esther van Veen. Elle les devance au sprint et obtient ainsi sa première victoire professionnelle.
Elle met un terme à sa carrière à l'issue de la saison 2021.

## Palmarès

### Palmarès par années
- 2017
  - Erondegemse Pijl
- 2018
  - 1re étape du Tour d'Italie (contre-la-montre par équipes)

### Classements mondiaux
| Année                                 | 2013 | 2014 | 2015 | 2016 | 2017 | 2018 | 2019 | 2020 |
| ------------------------------------- | ---- | ---- | ---- | ---- | ---- | ---- | ---- | ---- |
| Classement UCI                        | 456e | nc   | 275e | 189e | 158e | 592e | 552e | 270e |
| UCI World Tour                        |      |      |      | 83e  | 176e | 197e | 162e | 83e  |
|                                       |      |      |      |      |      |      |      |      |
| Légende : nc = non classéSource : UCI |      |      |      |      |      |      |      |      |